# Lebia cruxminor
Лебия малый крестоносец (лат. Lebia cruxminor) — вид жуков из подсемейства харпалин (Harpalinae) семейства жужелиц (Carabidae).

## Распространение
Данный вид распространён на территории Евразии: от Европы южнее до Северной Африки и Малой Азии, восточнее до Сибири и Японии.

## Описание
Длина тела жуков 5,8—7 мм. Голова и низ тела, кроме переднегруди, чёрные; переднетульне, три базальных членика усиков и ноги оранжевые. Надкрылья оранжевые с чёрным крестообразным узором. Вершины бёдер, частично лапки, 4-11 членики усиков чёрные.

## Экология
Жуков можно встретить на полянах внутри леса.
Личинки Lebia cruxminor являются паразитами личинок и куколок листоедов: козявки тысячелистниковой, Chrysolina brunsvicensis, листоеда зверобойного, Chrysolina varians.

## Синонимы
В синонимику вида входят следующие биномены:
- Cicindela caucasica Motschulsky, 1844
- Carabus errata (Rossi, 1790)
- Carabus minor Ménétriés, 1848
- Lebia nigricollis Gené, 1839
- Lebia nigripes Dejean, 1825
- Eurynebria sexmaculata Patkiewicz, 1922